# Rohamcsónak
A rohamcsónak (rocsó) katonai vízi jármű. Édesvízi, folyókon vagy tavakon történő használatra szánt, könnyű, nyitott csónak, amit szükség esetén a katonák a szárazföldön is tudtak kézi erővel szállítani. Fő használati területe a rohamátkelés végrehajtása folyókon, tavakon. Meghajtását külső segédmotor biztosítja, de evezővel is hajtható.

## Története
Használata a második világháború során terjedt el. Az ötvenes évektől a Magyar Néphadseregben rendszeresített változata is elsősorban erőszakos folyami átkelés végrehajtására szolgált. Emellett alkalmas volt a szintén rendszeresített 12 tonnás alumínium komp és cölöpöző kompok mozgatására, a hadihidak építése során a hídtagok mozgatására. Felhasználható volt még vízi őrség és mentő-vontató szolgálat ellátására.
A szárazföldön ZIL-157 K vagy CS-344 terepjáró tehergépkocsival történt, ROCSÓ szállító pótkocsival, amelyen két rohamcsónakot lehetett elhelyezni. 
A csónak rekeszes alumínium teste elsüllyeszthetetlen volt, súlya 155 kg, hossza 5900 mm, szélessége 1640 mm volt. Mozgatására 1 db Ottó motorral (súlya 132 kg) meghajtott hajócsavar szolgált, kormányzása a motor elfordításával történt. Kezelőszemélyzete 2 főből állt, motorszerelőből és csónakkezelőből. Teherbírása 1000 kg, hasznos terhe 600 kg lehetett.